# 장민영 (배우)
장민영(1985년 9월 20일~)은 대한민국의 배우이다.
부산직할시에서 출생했으며, 2011년 SBS 드라마 《싸인》으로 정식 데뷔하였다.

## 학력
- 서울예술대학 방송연예과 전문학사(04학번)

## 출연 작품

### 드라마
- 2010년~2011년 tvN 드라마 《원스 어폰 어 타임 인 생초리》 - 박은하 역
- 2011년 SBS 드라마 스페셜 《싸인》 - 이수정 역
- 2012년 KBS2 단막극 《KBS 드라마 스페셜 - 내가 우스워보여?》 - 이지영 역
- 2012년 KBS2 월화드라마 《울랄라 부부》 - 단역
- 2012년~[2013년 SBS 일일드라마 《가족의 탄생》 - 이윤아 역
- 2014년 홍콩 TVB 옴니버스 로맨스 드라마 《사랑의 순간》 - 조조 역
- 2019년 KBS2 일일연속극 《왼손잡이 아내》 - 뷰티블로거 이민영 / 쇼핑호스트 왕유라 역
- 2020년 JTBC 금토드라마 《우아한 친구들》 - 에로배우 역
- 2020년 JTBC 경우의수 은유출판사 팀장역

### 영화
- 2008년 《좋은 놈, 나쁜 놈, 이상한 놈》 - 아편녀 역
- 2009년 《비상》 - 수아 친구 역
- 2012년 《네모난원》 - 북한안내가이드 역
- 2014년 《Something》 - 민영 역
- 2016년 《또 하나의 사랑》 - 엄마 역
- 2019년 《항거: 유관순 이야기》 - 김효순 역

## 홍보대사
- 2016년 베트남 응에안 성 홍보대사
- 2016년 제54회 영화인의 날 해외 홍보대사

## 수상
- 2014년 대한민국 충효대상 신인연기대상
- 2016년 제5회 글로벌 자랑스런 세계인·한국인 대상 기부문화공헌대상